# Bernt Sjöberg
Bernt Olof Sjöberg, född 20 augusti 1955 i Hanebo församling, Gävleborgs län, är en svensk rullstolscurlare och en del av Lag Jungnell.

## Vinster
- Brons vid paralympiska vinterspelen 2006